# Aristonides de Rodes
Aristonides (en grec antic: Ἀριστονείδας, llatí: Aristonīdās), fill de Mnasítim, fou un escultor de l'antiga Grècia del segle iv aC natural de l'illa de Rodes. És el primer de tota una nissaga d'escultors rodis, anomenats Aristonides, Mnasítim, Timàgores i Telesó.
Plini el Vell parla d'una de les seves obres, una estàtua de bronze i ferro d'Atamant, que diu que al seu temps es trobava a Tebes. Més endavant, Plini afirma que va ser el pare de Mnasítim, un pintor i escultor; a més, també va tenir un altre fill, Timàgores. Mnasítim va tenir tres fills: Telesó, Aristonides II i Timàgores II. Telesó va tenir un fill, Mnasítim II, al seu torn pare de Telesó II, pare de Mnasítim III, gairebé tots coneguts per fonts epigràfiques. També pertany a aquesta nissaga l'escultor Ofelió, de parentiu desconegut.